# Андреевка (Холм-Жирковский район)
Андре́евка — деревня в Холм-Жирковском районе Смоленской области России. Входит в состав Томского сельского поселения. По состоянию на 2007 год постоянного населения не имеет. 
Расположена в северной части области в 23 км к юго-западу от Холм-Жирковского, в 32 км юго-восточнее автодороги Р136 Смоленск — Нелидово, на берегу реки Света. В 10 км северо-восточнее деревни расположена железнодорожная станция Канютино на линии Дурово — Владимирский Тупик. 

## История
В годы Великой Отечественной войны деревня была оккупирована гитлеровскими войсками в октябре 1941 года, освобождена в марте 1943 года.